# Morozzo
Morozzo är en ort och kommun i provinsen Cuneo i regionen Piemonte i Italien. Kommunen hade 2 004 invånare (2018).